# Adolph Knopf
Adolph Knopf (São Francisco, Califórnia, 2 de dezembro de 1882 – Palo Alto, 23 de novembro de 1966) foi um geólogo estadunidense.
Foi membro da Academia Nacional de Ciências dos Estados Unidos e da Academia de Artes e Ciências dos Estados Unidos. Foi presidente da Sociedade Geológica dos Estados Unidos em 1944. Recebeu a Medalha Penrose de 1959. Sua segunda mulher, Eleanora Knopf, foi uma geóloga e sua frequente colaboradora.